# Jang Seung-yeon
Dans ce nom coréen, le nom de famille, Jang, précède le nom personnel.
Jang Seungyeon (en coréen : 장승연), appelée Seungyeon (승연), est une chanteuse et danseuse sud-coréenne. Elle est membre du girl group CLC,.

## Carrière

### 2014: Pré-débuts
En 2014, elle est apparue dans les clips vidéos de "Beep Beep" de BTOB et de "Pretty Lingerie" de G.NA.

### 2015-présent: Débuts
Elle débute dans le groupe CLC, le 19 mars 2015,,.